# Cincta
Ordre
Les Cincta sont un ordre éteint d'échinodermes du Paléozoïque, connus uniquement sous forme fossile, attribué au morpho-groupe des carpoïdes, ou Homalozoa. C'est actuellement le seul ordre de la classe des Homostelea. 

## Classification
La position phylogénétique et la composition de ce groupe sont encore à l'étude.
Selon BioLib (25 août 2020) :
- † famille Gyrocystidae Jaekel, 1918
  - † genre Asturicystis Sdzuy, 1993
  - † genre Davidocinctus Friedrich, 1993
  - † genre Elliptocinctus Termier & Termier, 1973
  - † genre Gyrocystis Jaekel, 1918
  - † genre Ludwigicinctus Friedrich, 1993
  - † genre Progyrocystis Friedrich, 1993
  - † genre Protocinctus Rahman & Zamora, 2009
  - † genre Sucocystis Cabibel, Termier & Termier, 1958
  - † genre Undatacinctus Smith & Zamora, 2009
- † famille Rozanovicystidae Rozhnov, 2006
  - genre Rozanovicystis Rozhnov, 2006
- † famille Trochocystitidae Jaekel, 1901
  - † genre Lignanicystis Zamora & Smith, 2008
  - † genre Nelegerocystis Rozhnov, 2006
  - † genre Sotocinctus Sdzuy, 1993
  - † genre Trochocystites Barrande, 1887
  - † genre Trochocystoides Jaekel, 1918

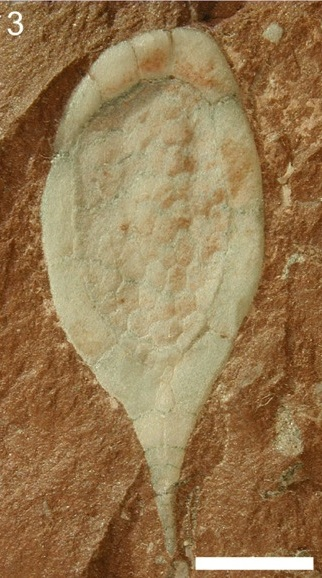
Fossile de Protocinctus
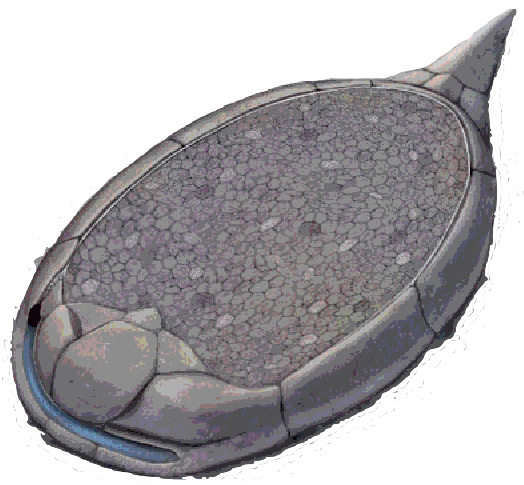
Reconstitution d'un Protocinctus